# Озерська сільська рада (Тальменський район)
Озе́рська сільська рада (рос. Озёрский сельский совет) — сільське поселення у складі Тальменського району Алтайського краю Росії.
Адміністративний центр та єдиний населений пункт — село Озерки.

## Населення
Населення — 5311 осіб (2019; 5082 в 2010, 4361 у 2002).